# Universe (Savage Garden)
Universe è un singolo del gruppo musicale Savage Garden, pubblicato nel 1997 ed estratto dal loro eponimo album Savage Garden.

## Tracce
1. Universe – 4:21
2. Love Can Move You – 4:47
3. This Side of Me – 3:51
4. Universe (Future of Earthly Delites Mix) – 4:38

## Classifiche
| Classifica (1997/98) | Posizione massima |
| -------------------- | ----------------- |
| Australia            | 26                |
| Nuova Zelanda        | 25                |